# Meroles
Meroles (меролес) — рід ящірок родини ящіркових (Lacertidae). Представники цього роду мешкають в Африці на південь від Сахари, переважно в пустелі Наміб.

## Опис
Загальна довжина меролесів зазвичай становить до 15 см. Верхня частина тіла у них сірувата, жовтувата, золотиста або коричнювата, нижня частина тіла світліша. Тулуб стиснутий або скорочений, хвіст відносно коротний.
Меролеси віддають перевагу піщаним місцевостям, часто зустрічаються серед дюн, ховаються у норах піщаних гризунів. Живляться комахами та їх личинками. Відкладають яйця, в кладці до 5 яєць. За сезон ящірки можуть відкласти кілька кладок.

## Види
Рід Meroles нараховує 8 видів:
- Meroles anchietae (Bocage, 1867)
- Meroles ctenodactylus (A. Smith, 1838)
- Meroles cuneirostris (Strauch, 1867)
- Meroles knoxii (Milne-Edwards, 1829)
- Meroles micropholidotus Mertens, 1938
- Meroles reticulatus (Bocage, 1867)
- Meroles squamulosus (W. Peters, 1869)
- Meroles suborbitalis (W. Peters, 1854)